# Kalvarieberg (natuurgebied)
Kalvarieberg is een natuurgebied nabij de tot de Antwerpse gemeente Geel behorende plaats Oosterlo, gelegen aan de Kalvariebergstraat.
Het gebied is eigendom van de stichting Kempens Landschap.

## Geschiedenis
Het betreft een gebied met zandverstuivingen en bossen van grove den en Corsicaanse den. Eén van de duinen werd Kalvarieberg genoemd.
Na de Tweede Wereldoorlog, omstreeks 1950, werd hier een processiepark aangelegd met een Mariagrot, een betonnen kruisbeeld en pijlerkapelletjes waar in gepolychromeerd reliëf de Kruiswegstaties op werden uitgebeeld. Ook enkele oude wegwijzers werden hier geplaatst.
In 2002-2003 werd het gebied aangekocht door de stichting Kempens Landschap. Er werd een speelbos ingericht en ook het religieus erfgoed werd hersteld: in 2005 werd een nieuwe kruisweg geplaatst.